# اريك مو
اريك مو (بالصينية: 巫啟賢؛ بالإنجليزية: Eric Moo) هو كاتب أغاني ومغني ومنتج أسطوانات وملحن وممثل سنغافوري وماليزي، ولد في 9 فبراير 1963 في فيرق في ماليزيا.

## وصلات خارجية
- اريك مو على موقع IMDb (الإنجليزية)
- اريك مو على موقع ميوزك برينز (الإنجليزية)
- اريك مو على موقع ديسكوغز (الإنجليزية)
- اريك مو على موقع قاعدة بيانات الفيلم (الإنجليزية)